# The Reading 120
Das The Reading 120 (ehemals Bucks County Classic oder Univest Grand Prix) ist ein US-amerikanisches Straßenradrennen.
Das Eintagesrennen wird seit 1999 im US-Bundesstaat Pennsylvania ausgetragen und ist eines von nur 13 UCI-Rennen in den Vereinigten Staaten. Sieger der ersten Austragung wurde der Kanadier Alexandre Lavallee. Seit 2005 ist das Rennen in der Kategorie 1.2 Teil der UCI America Tour.
In der Saison 2009 wurde der Univest Grand Prix als zweitägiges Etappenrennen ausgetragen und erhielt somit die Kategorie 2.2.
2001 fiel die Austragung aufgrund der Terroranschläge vom 11. September aus.
Von 1999 bis 2011 wurde das Rennen unter dem Namen Univest Grand Prix und von 2012 bis 2014 unter dem Namen Bucks County Classic ausgetragen. Seit 2015 findet es unter dem aktuellen Namen statt.

## Siegerliste
- 2016  Oscar Clark
- 2015  Daniel Summerhill
- 2014  Zachary Bell
- 2013  Kiel Reijnen
- 2012  Patrick Bevin
- 2011  Ryan Roth
- 2010  Jonas Ahlstrand
- 2009  Wolodymyr Startschyk
- 2008  Lucas Euser
- 2007  William Frischkorn
- 2006  Shawn Milne
- 2005  Melito Heredia
- 2004  Stéphane Bonsergent
- 2003  Ted Huang
- 2002  Todd Herriott
- 2001 ausgefallen
- 2000  Bert De Waele
- 1999  Alexandre Lavallee